# Engaeus mallacoota
Engaeus mallacoota é uma espécie de crustáceo da família Parastacidae.
É endémica da Austrália.